# Kahi
Park Ji-young (en hangul, 박지영; Daegu, 25 de diciembre de 1980), más conocida por su nombre artístico Kahi (en hangul, 가희), es una cantante y actriz surcoreana. Fue la líder del grupo femenino surcoreano After School antes de embarcarse en una carrera de actriz y cantante en solitario. Antes de eso, formó parte del grupo femenino surcoreano-estadounidense S.Blush en 2006.

## Biografía
Kahi nació el 25 de diciembre de 1980 en Daegu, Corea del Sur. Ella fue criada por sus abuelos. Ella encontró su pasión por el baile cuando tenía 16 años y también fue fanática del grupo de hip hop Roo'ra. Sin embargo, debido a la oposición de la familia ya las condiciones prácticas, no pudo recibir formación profesional, por lo que durante la escuela secundaria se entrenó en el canto y el baile. Su padre prevaleció sobre si ir a una universidad en un área rural. Al principio ella obedeció sus deseos, sin embargo, Kahi era incapaz de aguantar ser estudiante universitaria y abandonó su ciudad natal para perseguir una carrera como bailarina. No habló con su padre durante los siguientes siete años. Ella fue a Seúl sola y sin dinero. Un día una amiga la llevó a una entrevista para ser bailarina de respaldo. A Park le fue bien en la audición y consiguió el trabajo. Comenzó su carrera de bailarina a los 18 años.

## Carrera

### 2000-2007: Carrera como bailarina y S.Blush
En 2000, Kahi fue elegida como la bailarina principal de la canción de DJ Doc, «Run to You». Sin embargo, este éxito inmediato también le trajo un enorme estrés, y finalmente la obligó a irse. Durante un período de tiempo, para obtener ingresos, trabajó como limpiadora, camarera y vendedora. Un mánager de S.M. Entertainment le dio la oportunidad de convertirse en una bailarina temporal para BoA, luego se convirtió en un puesto de tiempo completo. Gradualmente ganó fama como bailarina y su trabajo con BoA durante más de tres años. Además de BoA, también fue una bailarina de respaldo importante para Country Kko Kko, Jinusean, 1TYM, Lexy, Chae Yeon, Eun Ji Won y muchos otros. También fue maestra de baile de Son Dam Bi, May Doni, y Kim Jung Ah, sus excompañeras de grupo.
Alrededor de 2006, después de más de cinco años de carrera como bailarina profesional, comenzó a trabajar también como cantante. Se unió al grupo coreano americano S. Blush, cuyo primer sencillo digital alcanzó el segundo lugar en Billborard Hot Dance Chart en mayo de 2007. Sin embargo, debido a varias razones, el grupo se disolvió rápidamente.

### 2007-presente: After School y carrera en solitario
A finales de 2007, Kahi comenzó a planear la producción de un nuevo grupo junto con el actual CEO de Pledis Entertainment. En enero de 2009, después de años de trabajo y selección de miembros, se introdujo al grupo After School. After School sufrió muchos cambios de miembros y cambios de imagen, pero Kahi se mantuvo como líder. Los rumores sobre su salida del grupo habían comenzado ya en 2010, cuando Pledis Entertainment anunció inicialmente que lanzaría un álbum en solitario. En 2010, Park se unió al programa de variedad Heroes.
La campaña promocional para el debut en solitario de Kahi comenzó a mediados de febrero de 2011, con las fotos de la portada del álbum lanzadas el 9 de febrero y un vídeo teaser el 12 de febrero. Las fotos del álbum fueron notadas por destacar la «línea S» de la cantante, mientras que los internautas y los artículos de noticias comentaron el contraste de las imágenes «negro contra blanco» y «carisma» en el teaser. El miniálbum fue lanzado el 14 de febrero de 2011. El vídeo musical de «Come Back, You Bad Person» fue publicado el 14 de febrero de 2011 y Kahi inició sus actividades promocionales el 18 de febrero.
A principios de 2012, Kahi fue elegida para estar en el elenco de Dream High 2, interpretando a una maestra en Kirin Art School. En junio de 2012, se anunció que Kahi dejaría After School para seguir una carrera de cantante y actriz en solitario.
En marzo de 2013, se rumoreaba que Kahi tenía un regreso en solitario, pero fue puesto en suspenso. Más tarde, un año después de su último lanzamiento en solitario, Pledis Entertainment anunció el 25 de septiembre de 2013 que Kahi estaría lanzando su segundo EP titulado Who Are You?, el 10 de octubre.
En el año 2014, Kahi actuó como el papel principal de Bonnie en la adaptación musical y coreana de Bonnie & Clyde al lado de Hyungsik de ZE:A. En 2016, fue entrenadora de baile en el programa de supervivencia Produce 101.

## Vida personal
El 26 de marzo de 2016, Kahi se casó con el empresario Yang Jun Mu (CEO de Incase Korea) en una ceremonia privada en Hawái. En mayo de 2016, Kahi anunció que ella y su esposo esperaban a su primer hijo. El 3 de octubre de 2016 dio a luz a su primer hijo, Yang No-ah. Su segundo hijo, Yang Si-on, nació el 16 de junio de 2018.

## Discografía
EPs
- 2011: Come Back, You Bad Person
- 2013: Who Are You?

## Filmografía

### Dramas
- You're Beautiful (2009), invitada.
- Dream High Season 2 (2012), como Hyun Ji Soo.
- Because We Haven't Broken Up Yet (2013), como Shim Jae Hee.

### Programas de televisión
- Diary of After School (2009).
- Playgirlz School Every 1 (MBC Every 1; 2009).
- Heroes (SBS; 2010).
- Son Dam Bi's Beautiful Days (MBC Music; 2013).
- Hello Counselor (KBS2; 2011, 2014) Invitado, Ep. 27, 201.
- King of Mask Singer (MBC; 2015), participó como "Mascara Smudged Pussycat", ep. #5
- Produce 101 (Mnet; 2016).
- Produce 48 (Mnet; 2018), jueza invitada.

## Premios
| Año  | Premio                   | Categoría                                         | Resultado | Ref    |
| ---- | ------------------------ | ------------------------------------------------- | --------- | ------ |
| 2010 | SBS Entertainment Awards | Mejor Recién Llegado ─ Nueva Estrella de Variedad | Ganadora  | [ 23 ] |